# Ricominciamo tutto
Ricominciamo tutto è un singolo del gruppo musicale italiano Negramaro, pubblicato il 7 febbraio 2024 come terzo estratto dal nono album in studio Free Love.
Il brano è stato presentato in gara durante la 74ª edizione del Festival di Sanremo, dove si è classificato al diciannovesimo posto al termine della kermesse musicale.

## Descrizione
Il brano, scritto e prodotto dal frontman della band, Giuliano Sangiorgi, con Davide Simonetta. Il brano è dedicato alla compagna di Sangiorgi, la sceneggiatrice Ilaria Macchia, e alla figlia della coppia, Stella, nata durante la pandemia di COVID-19 in Italia. Il frontman ha spiegato il significato e concepimento della canzone in un'intervista rilasciata dalla band a Vanity Fair Italia:
La canzone segna la seconda partecipazione della band dopo l'esordio al Festival di Sanremo 2005 con Mentre tutto scorre.

## Video musicale
Il video, diretto da Byron Rosero, è stato pubblicato in concomitanza dell'uscita del singolo attraverso il canale YouTube del gruppo.

## Tracce
Testi di Giuliano Sangiorgi, musiche di Davide Simonetta e Giuliano Sangiorgi.
1. Ricominciamo tutto – 3:52

## Classifiche
| Classifica (2024) | Posizione massima |
| ----------------- | ----------------- |
| Italia            | 26                |

## Riconoscimenti
- Premio Lunezia Sanremo 2024 per il valore musical-letterario[12]